# 台灣火舞

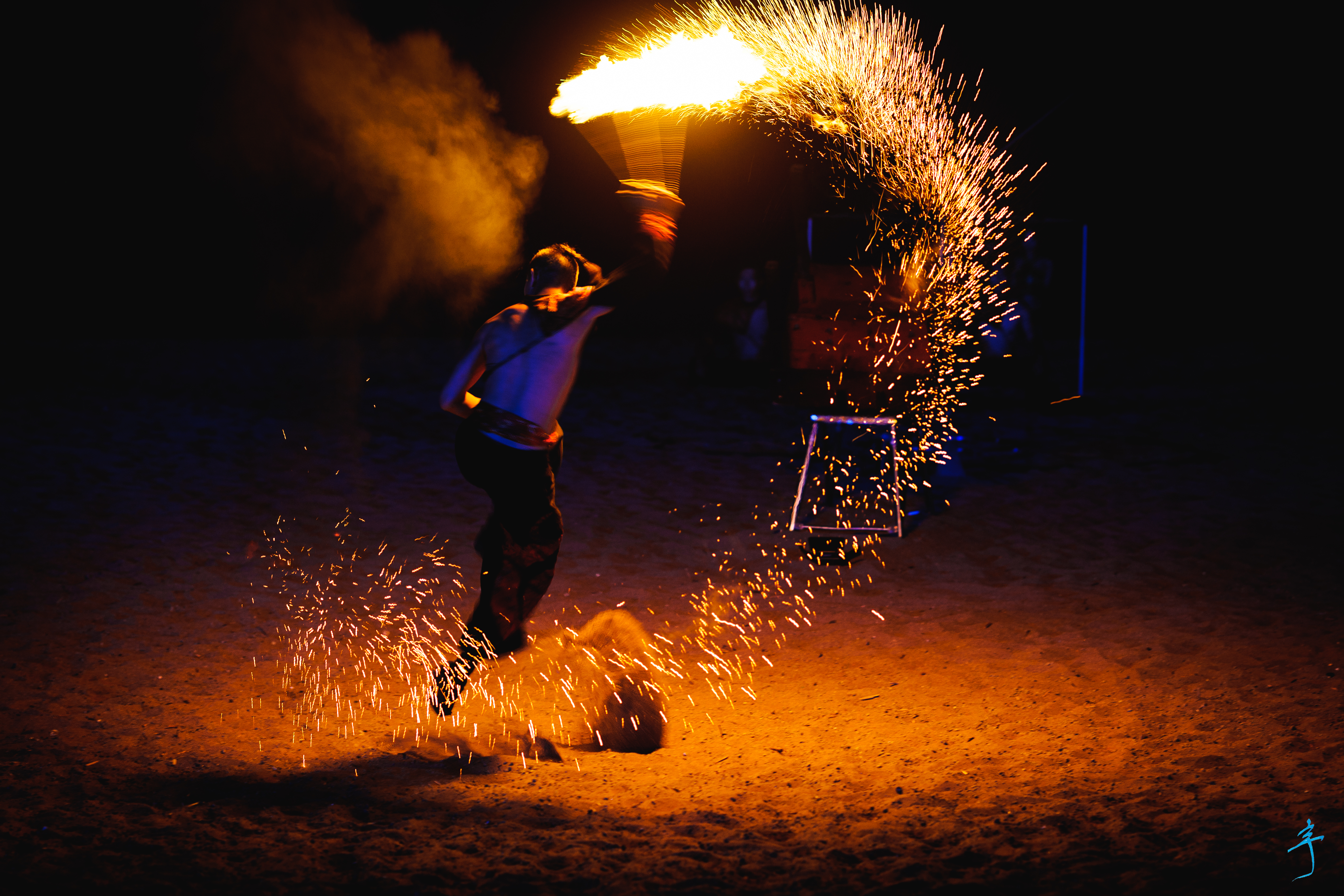

火舞（Fire Dance）顧名思義是一種表演者與火互動的舞蹈，舞者藉由肢體技巧與道具使用向觀眾呈現其特有的畫面跟軌跡。一般多以火棍(兩頭帶火之棍具)及火球(兩頭帶火之繩具)做表演，亦有火扇、火刀、小火棒等諸多不同形式的道具。

火舞的表演形式現今多以平面舞台式的表演為主，與以往環繞營火的晚會表演形式不同，所能夠呈現的多人或個人以及其藝術性更為豐富；其表演類型沒有拘束，商演、秀場、即興、主題包裝、劇場皆有。

火舞是一種具有一定危險性的表演，故需要經過專業訓練、道具知識的了解以及消防安全措施與適當的表演場地方能進行演出。

## 源起
台灣火舞之起始點很複雜，是由很多支線很多管道的接觸開始，有個人也有團體，而後因為火舞交流平台及比賽的出現才逐漸在台灣火舞有對整體的凝聚與共識。

## 發展
東北大火 :
台灣火舞的發展開始十分零散，但在東北大火出現後，出現明顯的凝聚跟推廣。
- 94年，曾柏(Nestea)因學校舞蹈比賽之緣故，火舞表演者認為火舞也可以有個像舞蹈比賽一樣的比賽，於是台灣幾名童軍團友人開始籌備東北大火，推廣火舞比賽消息，並在95年於宜蘭佛光人文社會學院舉辦了第一屆東北大火比賽，雖說是比賽，但更重要的是在聚集火友跟實質交流的效果。
- 99年，東北大火貳前後，曾柏(Nestea)於臉書上成立了真‧東北大火的社團，對於火舞的交流跟推廣有著很大的影響，此後亦正式脫離純粹比賽的目的。
- 100年2月，東北大火管理員之一的林祺晉，舉辦了「北區火舞研習營」，也吸引中南區等各地火友來參予，台灣面積很小，各地來往交通時間不長，不需要如同日本採取連續多日的工作坊行事，而是以各地區的人自己招集活動，讓鄰近的人們前往。何況技術的交流，不是短時間內密集訓練可以獲益。
- 自此後，也讓台灣各地紛紛成立火舞推廣會。
- 100年3月，台中阿拉夜店的猛男秀在室內使用煙火作為特效所造成的火災事件，使得政府積極推動禁止室內明火表演法規以及因此造成民眾對用火的疑慮、各縣市對明火的禁止亦對火舞表演造成連帶影響，一直到103年仍有部份縣市禁明火。然而此事件也讓火舞者對於用火安全的措施跟宣導更為謹慎，對觀眾對後輩都有用火安全的注重跟學習，亦有消防局協同火舞者辦用火安全宣導的例子。
- 在用火安全上，火舞者比大多數的人都更了解其危險性也更能安全的使用。

火布 :
早期火舞使用之道具大多以毛巾、碳等材料，搭配煤油點火的方式做表演。約在90年左右就有引進國外火舞者所使用的火布，是以Kevlar作原料混紡製成的布，因其耐高溫及耐磨損的特性，隨著取得管道的增加、供應火具的人漸多，也逐漸廣泛受到使用。
- 東北大火第三屆開始也將火布火具定為火具標準。

火舞研習營 :
火舞研習營的目的在於火舞者之間的交流，最早的研習營是於100年時舉辦的北區火舞研習營。而大約於104年開始，台灣火舞的風氣愈發盛行，尤其在大學端有越來越多的新進火舞者與新興社團，各式交流會或研習營也如雨後春筍般在全台各地冒出，其中以雲林科技大學熾舞社於106年開始的火舞研習營最為知名。
- 雲科火舞研習營從106年至今已舉辦6次，分別為：[雲科火舞研習營] [雲焱] [明星大亂鬥] [麻糬燒小舖] [瑰蘭琶火] [糖狗危機]。其通常於每年的1月底舉辦，為期3天2夜的活動中包含講師授課、交流茶會、Freestyle Battle大賽、火舞表演晚會、大型RPG等活動，全台各地的火舞者匯聚於此一同交流進步，是圈內一年一度的盛事，而其中又以講師陣容、精美設計與活動包裝、參加者互動最為著稱。

## 分類

### 一般分類
一般分類是以道具區分，通常以棍、球為主分類：
- 長棍 : 130-150公分不等，常以個人身高為依據，棍子兩端為火頭。
- 短棍 : 80-95公分不等，常以臂長為依據，棍子兩端為火頭，以兩隻短棍的方式表演。
- 火扇 : 成扇狀，扇緣分佈五個小火頭，或者連接成弧形的火頭。
- 龍棍 : 棍體160-210公分不等，在棍的兩邊加上可以插入鋼纜的核心，鋼纜末端加上火頭，主要以接觸的方式表演。
- 流星 : 一條長繩兩頭分別繫上一顆火球。
- POI : 兩條短鐵鍊，鐵鍊一頭為火球一頭為手拿處，分左右手。
- 火鳳凰: 由流星衍生，結構為一條180~220公分的長繩兩端各連結一個80~100公分的小流星（接於中點），使用技巧較為困難。
- 火刀 : 刀狀的火具。
- 火蛇 : 結構如POI，但以長條狀的火繩取代火球
- 火鞭 : 形狀如鞭子，可以經由甩打產生小爆炸的效果。
- 火呼拉圈：於呼拉圈外圈延伸加上火頭，技巧依舊以呼拉圈特技為主。
- 火立方：由100~140公分之鋁棍組合而成的正立方體，於棍上纏繞火布，效果驚人但也需要較大的表演空間。
- 火扯鈴：由扯鈴改造，在扯鈴中簍空部位加入火布。
- 火雙節棍：雙截棍上纏繞火布，特色為可以使用大量纏打激技巧。
- 角錐：一般通常使用祖傳的小角錐製作，主要技巧包含拋接及堆疊特技。

### 火與LED
過去火舞團的表演場合大多是夜店、派對、尾牙、春酒等等，而後因為阿拉夜店事件的影響，所以改以LED替代或是轉到街頭做表演居多。

## 火舞相關安全措施
- 無論是在表演、道具或場地上，相關火舞安全措施是全體火舞表演者最重視的基本知識，所有剛接觸火舞表演的人都需要學習完整且充足的安全知識才可進行點火練習及練習。

燃料
- 煤油 : 閃火點高，不易點燃、揮發性較低之油料，噴灑出去不易附著燃燒，常溫下潑灑在地面也無法輕易點燃(通常是被蒸乾)，為最常用之油料。
- 去漬油 : 閃火點低，易燃、較無煙、揮發性高，危險性也較高，通常用於幫助點火或是拉地火。

材料
- Kevlar （页面存档备份，存于） : 克維拉，是一種防彈衣的材質，亦用於做為防火布，是現今做為火舞道具火頭的主要材質，約在90年左右在台灣就已經開始使用。

措施
- 滅火布 : 一般點著火的火具只需利用滅火布將其包住，以達到隔絕空氣效果即可滅火，常用滅火布或沾濕的大毛巾，滅火布亦有不同材質。
- 消防角錐 : 做為隔開表演區域以及觀眾位置的道具使用。
- 吸油布 : 通常為棍類表演表演前準備用，手持吸油布握住已經泡油的那端，避免泡油完換邊導致已經泡完油的那頭油滴落。

## 火舞團
| 火舞團                                           | 成立時間 |
| ------------------------------------------------ | -------- |
| Orange Fire Dance橘舞火舞團                      | 90年     |
| TS FIRE GROUP 旋舞炎 劇團 （页面存档备份，存于） | 93年     |
| 火舞世界                                         | 95年     |
| Blaze 火舞團                                     | 96年     |
| SCREAM SC火舞團                                  | 100年    |
| Fire Major FM火舞團                              | 101年    |
| KMF高雄極限火舞團                                | 101年    |
| Fire Seed FS火舞團                               | 101年    |
| Elements E火舞團                                 | 102年    |
| 雲火INFERNO火舞團                                | 102年    |
| Street Fire火舞團                                | 102年    |
| 煙強會--Smoke Strong Squad                       | 103年    |
| ComingTrue 即將成真火舞團                        | 103年    |
| Eastern ET火舞團                                 | 103年    |
| 打貓火舞團                                       | 104年    |
| 武燄表演工作室                                   | 104年    |
| 原生火舞                                         | 106年    |
| 水手火舞社 （页面存档备份，存于）                | 108年    |
| Tsunami Group 滾蛟演藝團 （页面存档备份，存于）  | 108年    |
| 火蛇大聯盟                                       | 109年    |
| 食火 Eating Fire                                 | 109年    |
| 爍藝表演工作室                                   | 112年    |

## 火舞社團
| 97年  | 中華   |      |          |        |      |        |      |      |
| 98年  |        |      |          |        |      |        |      |      |
| 99年  | 台大   | 真理 | 交大     |        |      |        |      |      |
| 100年 | 高第一 |      |          |        |      |        |      |      |
| 101年 | 中央   | 雲科 | 樹德     |        |      |        |      |      |
| 102年 | 中正   | 海洋 | 立新國小 | 聖約翰 |      |        |      |      |
| 103年 | 長榮   | 正修 | 城市     | 逢甲   | 北醫 | 彰師大 | 東華 | 虎科 |
| 104年 | 成大   | 清華 | 淡江     | 南臺   | 暨大 | 靜宜   |      |      |
| 105年 | 南華   | 弘光 | 輔大     |        |      |        |      |      |
| 106年 | 長庚   | 台科 |          |        |      |        |      |      |

## 相關賽事
【東北大火】
- 東北大火壹  95年
- 東北大火貳  99年
- 東北大火參  100年
- 東北大火肆  101年
- 東北大火伍  102年
- 東北大火陸  103年
- 東北大火柒  104年
- 東北大火捌  105年
- 東北大火玖  106年
- 東北大火拾  108年

【南區小火】
- 南區小火第一屆·南區火舞新生盃     106年
- 南區小火第二屆·忍犬中忍試驗       107年
- 南區小火第三屆·薪火相傳          108年
- 南區小火第四屆·綻火祭FIRESTIVAL  110年
- 南區小火第五屆·燚決高下          112年
- 南區小火第六屆·燚炎為定          113年

【綻火祭FIRESTIVAL】
- 南區小火綻火祭  110年
- 綻火祭·燄  111年

【台灣火舞公開賽】
- 鬥燄  109年

【中區聯合評鑑】
- 創世元典  109年
- 中原爭霸  110年